# Gregg Field
Gregg Field (* 21. Februar 1956 in Oakland) ist ein US-amerikanischer Jazzmusiker (Schlagzeug, Arrangement).

## Leben und Wirken
Field wuchs in der San Francisco Bay Area auf und begann bereits im Kindesalter Schlagzeug zu spielen und trat zunächst in lokalen Bands in Kalifornien auf. Von 1980 bis 1982 war er Mitglied im Count Basie Orchestra und arbeitete als Hausmusiker in Shows wie Saturday Night Live, in der Merv Griffin Show und bei Frank Sinatra (A Man And His Music); außerdem schrieb er Arrangements für das Orchester der Tonight Show und spielte im Laufe seiner Karriere mit Donald Byrd, Quincy Jones, George Benson, Harry James, Herbie Hancock und Wayne Shorter, ferner war er als Begleiter von Vokalisten tätig wie Frank Sinatra, Ella Fitzgerald, Ray Charles, Natalie Cole, Sarah Vaughan, Mel Tormé, Diane Schuur, Tony Bennett und Joe Williams.
Nach Count Basies Tod gehörte Fields Basie-Alumni-Bands an, wie der Frank Wess/Harry Edison-All-Star-Band, mit der er 1989 und 1990 auf den Fujitsu-Concord Jazz Festivals in Tokyo auftrat. 1990 war er Mitglied einer weiteren All-Star-Formation unter Leitung von Ray Anthony (Aufnahmen mit dieser Formation wurden von Fields produziert). 1991 spielte er in Bill Berrys LA Big Band, in den folgenden Jahren auch mit der Chris Walden Big Band, dem Shelly Berg Trio, und der WDR Big Band Köln (For Ella, 2001, mit Patti Austin). Unter eigenem Namen legte er 1999 das Bigband-Album The Art of Swing (DCC Compact Classics) vor. Zu den mitwirkenden Musikern gehörten Snooky Young, Wayne Bergeron, Pete Christlieb, Jay Migliori, Pete Jolly und Chuck Berghofer, Arrangeur war Sammy Nestico. Im Bereich des Jazz war er zwischen 1980 und 2014 an 93 Aufnahmesessions beteiligt, außer den Genannten mit Tee Carson, Paul Cacia, Buddy Childers, Dennis Rowland, Rosemary Clooney, Buddy Greco und Bob Florence. Seit 1983 unterrichtet er an der Thornton School of Music (University of Southern California) in Los Angeles und war als Produzent für Concord Records tätig.
Field ist mit der Sängerin Monica Mancini verheiratet.